# Дачи (царь Иберии)
Дачи (груз. დაჩი; ? —534) — царь Иберии (Картли) (522—534) из династии Хосроидов.
Имел прозвище Уджармели (груз. უჯარმელი, то есть «из Уджармы») за годы, проведённые в своей резиденции в Уджарме.

## Биография
Старший сын и наследник Вахтанга I Горгасали (Вахтанг Горгасал) от первой жены Балендухт, дочери сасанидского шаха Ормизда III, умершей при родах. Имел сестру-двойняшку.
Считается фактическим первостроителем новой столицы Грузии — Тбилиси, поскольку его отец не успел завершить начатое дело.
Пытался поддерживать мирные отношения с Персией, не провоцировать её на вторжение, при этом продолжал политику укрепления городов своего царства, в том числе значительно укрепил Тбилиси. Проводил активную христианизацию горных племён, сооружая везде церкви. При нём была сооружёна дошедшая до нас церковь Анчисхати.
Иберию унаследовал его сын Бакур II.